# Joseph Brant
Joseph Brant ou Thayendanegea, (março de 1743 - 24 de novembro de 1807), foi um militar indígena e líder político norte-americano.
O jovem iroquês Thayendanegea atuou na guerra Franco-inglesa, ao lado dos ingleses sob comando do escocês Sir Willian Jonhson. Thayendanegea absorve muito em influências europeias. Thayendanegea é mandado para Lebanon em Connecticut para ser educado pelo Dr. Eleazar Wheelock numa escola para índios, e após isso tomou o nome de Joseph Brant.
Durante a Revolução Americana, a liga Iroquesa, tradicional aliada dos ingleses, é desmantelada, algumas tribos se aliam aos casacas azuis (americanos) outras permanecem ao lado dos casacas vermelhas (ingleses). A tribo de Joseph permanece do lado dos ingleses, mas a medida que a guerra vai começando a custar aos cofres ingleses, esses começam a retirar o apoio aos guerreiros de Joseph. Joseph Brant após algum tempo de resistência negocia a paz com os colonos. Retirando-se para o Canadá, na região onde atualmente se situa o Estado de Ontário, lá ele cria uma cidade e jura proteger a região para os ingleses caso os americanos tentassem se expandir para o norte. Em 1807 morre o chefe Joseph Brant dos iroqueses.